# Salvador Carbonell i Puig
Salvador Carbonell i Puig, Badó (Sagua la Grande, Cuba, 1882 – Santiago de Cuba, 1968), fill de catalans establerts a Cuba, va ser comerciant, activista cultural i polític, i se'l considerà el fundador del separatisme català.{sfn|Santasusana|2010}
Va néixer a Sagua la Grande (Cuba), però havent complert sols un any els seus pares van decidir traslladar-lo a Sitges, d'on era originària la família. A la població del Garraf hi residí fins als setze anys, edat a la que retornà a Cuba.{sfn|Santasusana|2010} Allí s'instal·là definitivament a Santiago, on a més de desenvolupar la seva professió, destacà per la seva tasca dins el moviment catalanista local. Aquest moviment havia arrelat a Santiago l'any 1897, data de la creació de la Joventut Nacionalista, i gràcies a l'empenta de Salvador Carbonell i d'altres catalans emigrats evolucionà fins a crear un Centre Català (1905) que s'adherí a la Unió Catalanista.
El catalanisme de part dels membres d'aquell Centre Català es radicalitzà, en un procés paral·lel però encara més profund que el del moviment nacionalista a Catalunya, i en conseqüència un grup de socis encapçalats per Salvador Carbonell impulsaren l'edició de Fora Grillons! Periodich Nacionalista Català (1906).
Fora grillons! esdevenia la primera publicació a defensar nítidament i sense cap mena de subterfugi la independència per a Catalunya, i l'any següent, també encapçalat per Salvador Carbonell, es creà el Grop Nacionalista Radical ‘Catalunya' (1907), que esdevenia la primera organització política que incloïa la lluita per la independència de Catalunya als seus estatuts.
Salvador Carbonell va ser doncs el màxim impulsor de la primera publicació separatista i de la primera organització que defensava aquell ideari, i probablement també l'inventor de la primera bandera independentista catalana. La fotografia més antiga que es conserva d'una senyera estelada, i que data de l'any 1903 o 1904, es va fer precisament a la façana del Centre Català de Santiago.
Salvador Carbonell i el seu Grop esdevingueren un exemple i un referent pels catalans emigrats, fet que facilità la creació d'organitzacions similars a altres ciutats cubanes com el Blok Nacionalista Cathalònia de Guantánamo, però també pels grups nacionalistes radicals que a Catalunya adoptaven el discurs separatista, ja que hi ha constància dels contactes del Grop de Salvador Carbonell amb l'organització antirepressiva barcelonina la Reixa.
El suport de Salvador Carbonell al desenvolupament de l'incipient separatisme a Catalunya fou determinant, i quan Francesc Macià i Estat Català organitzaren els Fets de Prats de Molló (1926), ell fou l'encarregat de recollir fons econòmics a Santiago i aquesta fou la ciutat des d'on es van rebre més diners per tirar endavant l'intent armat. La relació de suport i complicitat amb Macià es va trencar l'any 1931, perquè els membres del Grop van considerar una traïció la renúncia a la República Catalana del fins llavors líder separatista.
La dedicació militant de Salvador Carbonell no es va aturar pas, i després de donar suport a les organitzacions que defensaven un separatisme més conseqüent durant el període republicà, acabada la guerra civil espanyola va defensar la unificació del moviment independentista promovent la creació d'un Front Patriòtic Català (1940), participant de l'estructura internacional del Front Nacional de Catalunya (FNC) i impulsant la Unió de Catalans Independentistes(1943) i la Conferència Nacional Catalana a Mèxic.
L'any 1959 Salvador Carbonell exercia de nou la presidència del Grop de Santiago quan aquest va haver de dissoldre's arran d'un decret del govern cubà, i va residir en aquella ciutat fins que morí l'any 1968.